# Ринкова зала (будівля)
Ринкова зала (пол. Hala targowa, англ. Market hall) — комерційна будівля з відділами / крамницями продовольчих, промислових товарів та приміщеннями для надання послуг населенню; прообраз сучасного торгового центру. Вони були побудовані у великих містах у ХІХ столітті для організації торгівлі. Зазвичай це об'єкти архітектури, що становлять цінну пам’ятку інженерного мистецтва.